# ويليام ديفيز (لاعب كرة قدم)
ويليام ديفيز (بالإنجليزية: Billy Davies)‏ (و. 1964  م) هو لاعب كرة قدم، ومدرب كرة قدم، من المملكة المتحدة، ولد في غلاسكو، يلعب كلاعب وسط.

## روابط خارجية
- ويليام ديفيز على موقع قاعدة بيانات كرة القدم.إي يو (الإنجليزية)
- ويليام ديفيز على موقع Soccerbase.com (لاعب) (الإنجليزية)
- ويليام ديفيز على موقع Soccerbase.com (مدرب) (الإنجليزية)